# 泰施峰
46°05′01″N 7°51′26″E / 46.08361°N 7.85722°E

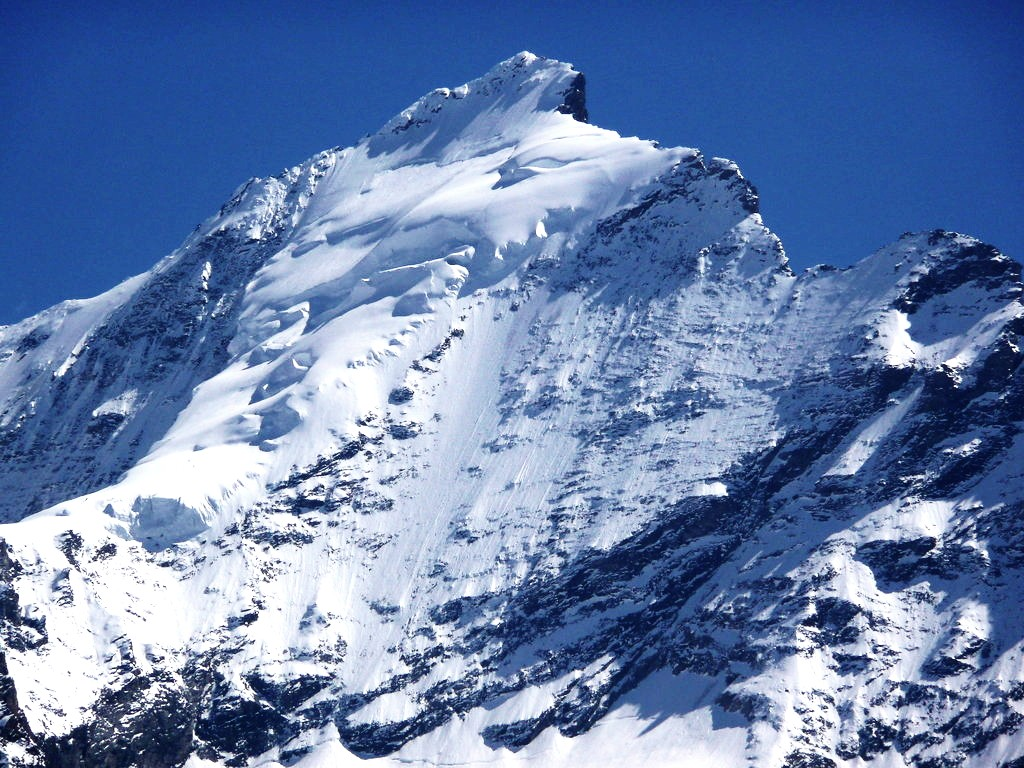

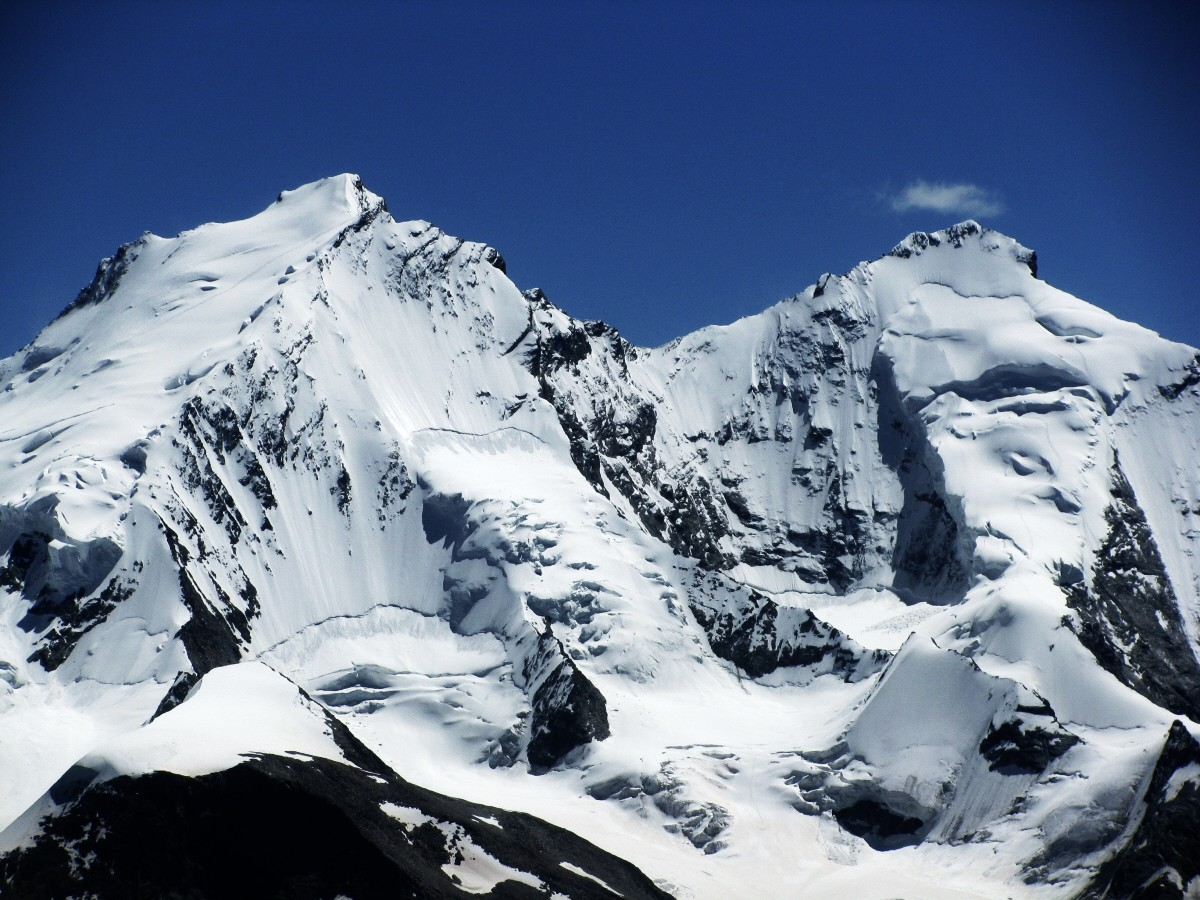

泰施峰（Täschhorn），是瑞士的山峰，位於該國南部，由瓦萊州負責管轄，屬於本寧阿爾卑斯山脈的一部分，處於多姆峰以南，海拔高度4,491米，人類在1862年7月30日首次登上該山峰。